# Весёлый (Приморский край)
Весёлый — посёлок в Анучинском районе Приморского края, входит в состав Виноградовского сельского поселения.

## География
Посёлок Весёлый стоит на левом берегу реки Арсеньевка.
Посёлок Весёлый расположен на автодороге, идущей на юг от автотрассы Осиновка — Рудная Пристань (между Нововарваровкой и Орловкой), расстояние до трассы около 44 км, до райцентра Анучино около 49 км.
К северу от Весёлого расположено село Ильмаковка, к югу — Скворцово.

## Население
| 2002 | 2010 |
| ---- | ---- |
| 122  | ↘40  |

## Улицы
В селе имеются три улицы: Лесная, Набережная и Центральная. 

## Экономика
- Сельскохозяйственные предприятия Анучинского района.
- Предприятия, занимающиеся заготовкой леса.